# Victor Rui Dores
Victor Rui Ramalho Bettencourt Dores (Santa Cruz da Graciosa, Ilha Graciosa, Açores, 22 de maio de 1958) é um professor, escritor, ator, encenador, poeta, ensaísta e crítico literário Açoriano, que também se dedica à etnomusicologia e aos estudos etnográficos e linguísticos.

## Biografia
Victor Rui Ramalho Bettencourt Dores nasceu no dia 22 de maio de 1958, na vila de Santa Cruz da Ilha Graciosa, Açores.
Em 1968 mudou-se com a família para a Ilha Terceira, onde permaneceu até 1978. Em 1977 concluiu os estudos liceais no então Liceu Nacional de Angra do Heroísmo.
Em 1982, obteve a licenciatura em Línguas e Literaturas Modernas (Estudos Ingleses e Alemães), pela Faculdade de Letras da Universidade Clássica de Lisboa.
Cumpriu o serviço militar obrigatório na Força Aérea entre 1983 e 1985 nas Bases militares da Ota, Tancos e Lajes, com as patentes de aspirante e alferes.
Possui Certificado de Estatuto de Formador, conferido pela Direção Regional da Educação e Formação, nas áreas: Didáticas Específicas (Inglês/Alemão) e Expressão Dramática.
Atualmente desempenha a função de professor do quadro de nomeação definitiva da Escola Secundária Manuel de Arriaga, na cidade da Horta, Ilha do Faial.
No dia 21 de maio de 2018 foi-lhe atribuída a Insígnia Autonómica de Reconhecimento.

## Funções Públicas e Colaborações
Entre setembro de 1997 e julho de 2004 exerceu o cargo de Presidente da Comissão Executiva Provisória do Conservatório Regional da Horta.
É representante da Região Autónoma dos Açores, desde 1998, no Conselho Nacional de Educação. Também desde 1998, exerce o cargo de Presidente da Assembleia Geral da "Azórica", Associação de Defesa do Ambiente.
No campo da linguística, pesquisa, há mais de 20 anos, os sotaques, as pronúncias e as variantes dialetais das nove ilhas açorianas.
Colabora frequentemente com crónicas publicadas em jornais e revistas regionais, nacionais e da diáspora. É autor e colaborador de vários programas de índole cultural no centro regional da Rádio e Televisão de Portugal nos Açores (RTP Açores), como "Cultura Popular Açoriana", "Cantigas Açorianas", "Conversas do Triângulo" e "Conversas Açorianas".
Está ligado à arte teatral como ator, estando integrado no grupo de teatro "Carrocel", ocupando igualmente o cargo de Presidente da Direção. Desde 1988 é autor de peças e encenador no grupo de teatro "Sortes à Ventura", da Escola Secundária Manuel de Arriaga.
Entre 2004 e 2007 foi membro da comissão editorial do Boletim do Núcleo Cultural da Horta.
Em 2010, escreveu o documentário "Um Idealista Chamado Manuel de Arriaga", produzido pela delegação do Faial da RTP Açores. No documentário que assinalou o centenário da República Portuguesa, Victor Rui Dores interpretou a figura do primeiro Presidente da República Portuguesa.
É frequentemente convidado a escrever, em parceria com Antero Ávila, letra e música de marchas que desfilam nas Festas Sanjoaninas de Angra do Heroísmo (Ilha Terceira).
Foi o responsável pela introdução da Marcha da Semana do Mar, aquando da realização desta festa que anualmente decorre na cidade da Horta. Assumiu, por diversas vezes, a autoria da letra da referida marcha.

## A escrita de Victor Rui Dores
A sua estreia literária fez-se com um livro de poesia. Esta voltaria com Entre o Cais e a Lancha (1990), onde está patente um lirismo construído sobre uma rede de signos de referência insular, e com À Flor da Pele (1991), obra aberta à expressão da vertente erótica.
Na narrativa, Grimaneza revela-se como uma incursão no género contista, com um balanceamento entre a crónica e a ficção à mercê de um universo de pequenos acontecimentos de uma regularidade quotidiana quebrada, às vezes, por inesperadas manifestações de violência. Esses dois registos são também observáveis em Histórias com Peripécias (1999), em que se assiste ao reconto de episódios de cariz anedótico e onde é possível encontrar memórias da infância e da adolescência do autor, mas também elementos de um passado coletivo associado às vivências da Graciosa e de Angra do Heroísmo dos anos 60 e 70. A temática da memorização está presente também em Em Bons Tempos (2000).
Num plano diferente enquadra-se Sobre Alguns Nomes Próprios Recolhidos na Ilha Graciosa, que resulta de uma pesquisa e inventário de uma parte da onomástica graciosense, articulando um pendor arcaizante com uma influência brasileira por via da emigração açoriana dos séculos XVIII e XIX, e cujo declínio começa a manifestar-se a partir de meados do século XX.

## Obras
- Poemas de Fogo e Mar (poesia), 1978
- Grimaneza (contos), 1987
- Entre o Cais e a Lancha (poesia), 1990
- À Flor da Pele (poesia), 1991
- Sobre Alguns Nomes Próprios Recolhidos na Ilha Graciosa (ensaio), 1991
- Histórias com Peripécias (crónicas), 1999
- Bons Tempos (crónicas), 2000
- Açores, as Ilhas Ocidentais – Azores, the Western Islands (álbum fotográfico), 2000
- A Valsa do Silêncio (romance), 2005
- A Graciosa Ilha (álbum fotográfico), 2009
- O Ouvido que Escreve (poesia), 2017

### Antologias
- Cadernos Colectivos de Poesia – Antologia organizada por Emanuel Jorge Botelho, 1979
- O lavrador de ilhas, de Santos Barros, 1981
- Toda e qualquer escrita, de João de Melo, 1982
- A questão da literatura açoriana, de Onésimo Teotónio Almeida, 1983
- Antologia Poética dos Açores, 2.º Volume, de Ruy Galvão de Carvalho, 1984
- Os Nove Rumores do Mar, de Eduardo Bettencourt Pinto, 1999
- On a Leaf of Blue: Bilingual Anthology of Azorean Contemporary Poetry, tradução e organização de Diniz Borges, 2003
- Nem Sempre a Saudade Chora – Antologia de Poesia Açoriana sobre Emigração, Seleção, Introdução e Notas de Diniz Borges, 2004
- “XX3X20” 20 pinturas/20 melodias/20 poemas, 2005
- Voices from the Islands, an Anthology of Azorean Poetry, John M. Kinsella, 2007

## Distinções
- Cidadão Honorário da Ilha Graciosa (agosto de 2004) [8]
- Homenagem pública Câmara Municipal da Horta (julho de 2006)
- Insígnia Autonómica de Reconhecimento (maio de 2018)